# Olympiade d'échecs officieuse
L'expression Olympiade d'échecs officieuse désigne un certain nombre de compétitions d'échecs par équipe organisées avant ou en marge des Olympiades d'échecs officielles. Les deux premières (Paris 1924 et Budapest 1926), bien qu'organisées par la Fédération internationale des échecs ne sont pas reconnues par elle comme des olympiades. L'olympiade de Munich 1926 fut organisée par la fédération allemands d'échecs pour célébrer le centième anniversaire du club de Munich. Bien que la Fédération internationale des échecs ne reconnut pas cette compétitions, elle laissa les nations libres d'y participer. L'olympiade de 1976 fut une « contre-olympiade » organisée en Libye en marge de l'olympiade officielle disputée en Israël.

## Tournoi de Paris, 1924
La Fédération française des échecs organise une compétition en marge des Jeux olympiques d'été. Elle a lieu à Paris du 12 au 20 juillet 1924. Selon les règles mêmes de l'olympisme, les joueurs d'échecs professionnels ne sont pas invités, ce qui élimine d'office les plus grands maîtres.
Présenté comme le premier tournoi d'échecs par équipe, la formule repose sur une compétition individuelle réunissant 54 joueurs de 18 pays différents. Un premier tour qualificatif comporte 9 groupes de 6 joueurs se rencontrant dans des tournois toutes rondes. Dans un second temps, les premiers de chaque groupe se rencontrent dans un tournoi final toutes rondes, tandis que tous leurs suivants sont reversés dans un tournoi de consolation sur 8 rondes avec système suisse.
Le classement par équipes est arrêté en faisant la somme des points obtenus dans les deux tours par les joueurs de même nationalité dans la limite de 4 joueurs.
Les deux premiers du classement individuel sont les Lettons Hermann Mattison et Fricis Apšenieks.
Le classement par équipes donne les résultats suivants : 
| Rang  | Nation             | Points  | Composition de l'équipe                                                                |
| ----- | ------------------ | ------- | -------------------------------------------------------------------------------------- |
| 1er   | Tchécoslovaquie    | 31 / 52 | K. Hromádka (9,5 / 13), J. Schulz (9 / 13), K. Vanĕk (6,5 / 13), K. Skalička (6 / 13)  |
| 2e    | Royaume de Hongrie | 30      | A. Vajda (8 / 13), Sterk (7,5 / 13), E. Steiner (7,5 / 13), K. Havasi (7 / 13)         |
| 3e    | Suisse             | 29      | E. Voellmy (8,5 / 13), Zimmermann (7,5 / 13), H. Johner (6,5 / 13), Naegeli (6,5 / 13) |
| 4e-5e | Lettonie           | 27,5    | F. Apšenieks (10 / 13), H. Mattison (9,5 / 13), Belins (8 / 13)                        |
| 4e-5e | Argentine          | 27,5    | R. Grau (8 / 13), Reca (7,5 / 13), Palau (7 / 13), Fernandez Coria (5 / 13)            |

Ce classement n'est pas équitable, car de nombreux pays (Lettonie, Espagne, Pays-Bas, Roumanie, Finlande, Grande-Bretagne, Italie) n'ont pu réunir 4 joueurs. Il est clair notamment que la Lettonie, qui ne peut compter que sur la présence de 3 joueurs, aurait terminée première si elle avait été au complet.
C'est à l'issue de cette compétition que 15 délégations signent l'acte de naissance de la FIDE. Cette dernière ne pouvait donc reconnaître officiellement une compétition qu'elle n'avait pas organisée, et qui de plus appliquait une formule de classement par équipes qui ne pouvait être que contestée sur le plan de l'équité.

## Tournoi de Budapest, 1926
En juillet 1926, en marge de son congrès, la FIDE organise à Budapest plusieurs compétitions : tournoi de maîtres, open et tournoi féminin. Elle y rajoute un tournoi par équipe.
Six pays seulement étaient inscrits, mais au dernier moment, la Tchécoslovaquie et l'Autriche se sont désistées.
Le résultat fut le suivant : 
| Rang | Nation                                  | Points | Composition de l'équipe                                           |
| ---- | --------------------------------------- | ------ | ----------------------------------------------------------------- |
| 1er  | Royaume de Hongrie                      | 9      | E. Steiner, A. Vajda, K. Sterk, G. Negyesy, S. Zinner, E. Bakonyi |
| 2e   | Royaume des Serbes, Croates et Slovènes | 8      | B. Kostić, L. Asztalos, S. Ciric, I. Gyorgy                       |
| 3e   | Royaume de Roumanie                     | 5      | J. Balogh, M. Brody, A. Tyroler, J. Mendelsohn, Z. Proca          |
| 4e   | République de Weimar                    | 2      | B. Moritz, W. Schönmann, G. Machate, O. Rüster                    |

Compte tenu de la très faible participation, la FIDE n'a jamais reconnu cette première expérience comme une olympiade. Toutefois, le tournoi s'est déroulé selon la formule qui devait prévaloir pour les futures compétitions.

## Tournoi de Munich, 1936
Le tournoi de 1936 fut organisé du 17 août au 1er septembre par la Fédération allemande d'échecs et non par la FIDE. La FIDE n'en reconnut pas la validité mais laissa aux Fédérations nationales la liberté de participer ou non à ce tournoi.
En raison de la politique antisémite menée par Hitler, seuls les joueurs considérés de race aryenne étaient invités à représenter leur pays.  Toutefois les équipes de Hongrie et de Pologne comportaient plusieurs joueurs juifs, notamment pour la Hongrie les frères Endre et Lajos Steiner, Laszlo Szabo et Ernő Gereben.
La compétition était concurrencée par le super tournoi de Nottingham (avec la participation de Capablanca, Alekhine, Euwe, Lasker, Reshevsky, Fine, Botvinnik, Flohr, Vidmar, Tartakover) qui se déroulait à la même période (du 10 au 28 août), ce qui explique l'absence de l'Angleterre (C. H. O'D. Alexander, Winter et Thomas étaient à Notingham) , mais aussi de certains joueurs clés pour d'autres nations. Il faut noter également que cette compétition ne respecte pas le rythme de deux ans (la précédente olympiade a eu lieu à Stockholm l'année précédente).
Enfin la compétition réunit le nombre inhabituel de 8 joueurs (et 2 suppléants) par pays. Elle se déroula selon la formule de poule unique toutes rondes.
Le classement final : 
| Rang | Équipe             | Score (/ 160) | Composition de l'équipe |
| ---- | ------------------ | ------------- | --- |
| 1er  | Royaume de Hongrie | 110,5         | Maroczy, L. Steiner, E. Steiner, K. Havasi, L. Szabó, G. Barcza, A. Vajda, E. Gereben, remplaçants : J. Balogh et Korody                           |
| 2e   | Pologne            | 108           | P. Frydman, M. Najdorf, T. Regedziński, K. Makarczyk, H. Friedman L. Kremer, H. Pogoriely, A. Wojciechowski, remplaçants : F. Sulik et J. Jagilski |
| 3e   | Reich allemand     | 106,5         | K. Richter, C. Ahues, L. Engels, Carls, L. Rellstab, F. Sämsich, L. Rödl, Heinicke, remplaçants : Ernst et P. Michel                               |

La France, qui jouait sans Alexandre Alekhine (qui participait au tournoi de Nottingham), termina avant-dernière des 21 nations participantes.

## Contre-Olympiade de Tripoli, 1976
Il s'agit d'un tournoi organisée en 1976 par la Libye à la suite du boycott des pays de l'Est et des pays arabes manifestant contre l'attribution de l'Olympiade à l'État d'Israël.
Le tournoi est doté de prix par le colonel Kadhafi afin d'attirer le maximum de pays et de concurrencer la compétition officielle.
Toutefois, l'URSS et les pays de l'Est ne participent ni à Haïfa, ni à Tripoli. Il y a 34 pays présents, mais le niveau général est faible et on ne note aucun Grand maître international (GMI) et seulement quatre maîtres internationaux (MI) parmi les joueurs (bien moins qu'à Haïfa, donc).
| Classement final |          |      |
| 1er              | Salvador | 38,5 |
| 2e               | Tunisie  | 36   |
| 3e               | Pakistan | 34,5 |